# Rogers City
Rogers City is een plaats (city) in de Amerikaanse staat Michigan, en valt bestuurlijk gezien onder Presque Isle County.

## Demografie
Bij de volkstelling in 2000 werd het aantal inwoners vastgesteld op 3322.
In 2006 is het aantal inwoners door het United States Census Bureau geschat op 3152, een daling van 170 (-5.1%).

## Geografie
Volgens het United States Census Bureau beslaat de plaats een oppervlakte van
21,8 km², waarvan 11,8 km² land en 10,0 km² water. Rogers City ligt op ongeveer 182 m boven zeeniveau.

## Plaatsen in de nabije omgeving
De onderstaande figuur toont nabijgelegen plaatsen in een straal van 40 km rond Rogers City.